# An deiner Seite (Ich bin da)
 (septembre 2024).
Si vous disposez d'ouvrages ou d'articles de référence ou si vous connaissez des sites web de qualité traitant du thème abordé ici, merci de compléter l'article en donnant les références utiles à sa vérifiabilité et en les liant à la section « Notes et références ».
An deiner Seite (Ich bin da) est un single de Tokio Hotel sorti le 16 novembre 2007 en Europe. Il est extrait de l'album Zimmer 483.

## Contenu
Il contient la vidéo de la chanson An deiner Seite et en B-side les chansons Geh ! (Acoustic) et 1000 Meere, qui a été traduit pour l'album Scream (America) en 1000 oceans.

## Liste des titres
| No | Titre                                     | Durée |
| -- | ----------------------------------------- | ----- |
| 1. | An Deiner Seite (Ich Bin Da) (Radio Edit) | 3:52  |
| 2. | 483 - Live In Europe - Tour Film          | 7:07  |

## Clip
Ce sont des images backstage du groupe, mais aussi des images de leurs fans, d'eux sur scène. 